# Altai (Kasachstan)
Altai (kasachisch und russisch Алтай, bis zum 3. Januar 2019 Syrjanowsk, Зыряновск) ist eine Stadt in Kasachstan. Sie liegt im Gebiet Ostkasachstan und ist Hauptort des Verwaltungsbezirks Altai Audan (ehemals Syrjan).

## Geographie
Altai liegt im östlichsten Teil des Landes, unweit der Grenze zur russischen Republik Altai, am Flüsschen Berjosowka unweit seiner Mündung in die Buchtarma. Die Entfernung bis Öskemen, der Gebietshauptstadt, beträgt etwa 180 km. Die Umgebung von Altai wird geprägt durch das gleichnamige Altai-Gebirge.

## Bevölkerung
Bei der Volkszählung 1999 hatte Altai 45.800 Einwohner. Die Volkszählung 2009 ergab für den Ort eine Einwohnerzahl von 39.320. Bei der letzten Volkszählung 2021 lebten 36.360 Menschen in Altai. Die Fortschreibung der Bevölkerungszahl ergab zum 1. Januar 2025 eine Einwohnerzahl von 35.367. Nach dem Ende der Sowjetunion hat ein Bevölkerungsrückgang eingesetzt, hauptsächlich durch Abwanderung. Die Stadt ist auch heutzutage noch stark russisch geprägt, Russen machen ca. 80 % der Einwohner aus, Kasachen nur rund 13 %, der Rest verteilt sich auf andere Nationalitäten.
| Einwohnerentwicklung               | Einwohnerentwicklung | Einwohnerentwicklung | Einwohnerentwicklung | Einwohnerentwicklung | Einwohnerentwicklung | Einwohnerentwicklung | Einwohnerentwicklung |
| 1939                               | 1959                 | 1970                 | 1979                 | 1989                 | 1999                 | 2009                 | 2021                 |
| ---------------------------------- | -------------------- | -------------------- | -------------------- | -------------------- | -------------------- | -------------------- | -------------------- |
| 16.156                             | 54.119               | 56.206               | 51.132               | 52.838               | 45.800               | 39.320               | 36.360               |
| Anmerkung: Volkszählungsergebnisse |                      |                      |                      |                      |                      |                      |                      |

## Geschichte
Altai wurde am 5. Mai 1791 gegründet. Sie erhielt am 17. Januar 1941 die Stadtrechte.

## Wirtschaft und Verkehr
Altai ist ein Industriestandort zur Blei- und Zinkverarbeitung der Bergbauunternehmens Kazzinc. Die Ursprünge des Bergbaus in dieser Region gehen bis in das Jahr 1791 zurück, als hier reichhaltige Erzvorkommen entdeckt wurden.
Die Stadt ist Endpunkt einer Eisenbahnstrecke, die in Lokot (Russland) von der Turkestan-Sibirischen Eisenbahn abzweigt.

## Söhne und Töchter der Stadt
- Alfred Koch (* 1961), russischer Ökonom, Politiker, Schriftsteller und Unternehmer
- Anastassija Kudinowa (* 1988), Leichtathletin